# Sedem tisoč dni v Sibiriji
7000 dni v Sibiriji je knjiga Karla Štajnerja v kateri opisuje svoje življenje v taboriščih Sovjetske zveze.
Knjiga opisuje čase Stalina in ruskih taborišč imenovanih gulag, v katerih so jetniki delali v  suženjskih razmerah. Zaprti so bili predvsem zaradi Stalinove paranóične bojazni po izgubi oblasti ter potrebe po delavcih. Zgodba se dogaja v preteklosti in po eni strani opisuje delček avtorjevih doživetij v Stalinovih taboriščih, v katerih je obsojen brez krivde preživel skoraj dvajset let, po drugi strani pa prikazuje, kako brezmejna je človekova moč  in njegova želja, da preživi tudi v najtežjih razmerah.